# Liebesheirat
Liebesheirat bezeichnet eine Eheschließung, die von den Partnern aus freiem Willen und nur aus Liebe füreinander eingegangen wird. Den Gegensatz bildet einerseits die Vernunftehe, beispielsweise eine arrangierte Heirat, andererseits die Zwangsheirat.

## Geschichte
Die Liebesheirat als Regelfall ist geschichtlich gesehen eine junge Erscheinung. 1761 erhob der französische Schriftsteller und Philosoph Jean-Jacques Rousseau in seinem Erfolgsroman Julie oder Die neue Heloise die Forderung, dass nicht Pflicht, sondern Zuneigung die Grundlage eines gemeinsamen Lebens bilden sollte. Diese Sichtweise wurde vom beginnenden Zeitalter der Romantik übernommen, beispielsweise in den Romanen Paul und Virginie von Bernardin de Saint-Pierre (1788) und Lucinde von Friedrich Schlegel (1799).
In der Folgezeit wurde das romantische Ideal einer Heirat aus Liebe zwar immer populärer, die übliche Partnersuche verlief aber weiterhin meist nach sachlichen Kriterien, beispielsweise Vermögen, Status und Herkunft. Die daraus entstehenden „Versorgerehen“ (siehe Ernährermodell) wurden nun von der bürgerlichen Frauenbewegung ab der Mitte des 19. Jahrhunderts zunehmend als „unsittlich“ kritisiert.
In Zeiten wirtschaftlicher Unsicherheit und sozialer Umbrüche gewinnen traditionelle Lebensmodelle ihren Reiz oft wieder, so auch in der Bundesrepublik der 1950er Jahre. Nach zwei Weltkriegen und den Schrecken des Nationalsozialismus sehnten sich die Menschen nach Ruhe, Ordnung und Beschaulichkeit, sie erfüllten gerne die Rollen, welche die traditionelle christliche Vorstellung von Ehe und Familie für Männer und Frauen vorsah: er als Versorger, sie als Hausfrau und Mutter (siehe auch Golden Age of Marriage, Gehorsamsparagraph).
Viele der Kinder, die in dieser Zeit aufwuchsen, rebellierten allerdings gegen dieses Verständnis von Beziehung und Ehe. Die 68er-Bewegung, die darauf folgende zweite Frauenbewegung in den 1970ern sowie die sexuelle Revolution führten zu weitreichenden gesellschaftlichen und gesetzlichen Änderungen: die Gleichstellung von Frauen und Männern, das Recht von Ehefrauen, auch gegen den Willen ihrer Männer einen Beruf zu ergreifen, sowie immer mehr Frauen, die selber Karriere machten. Frauen wurden ökonomisch unabhängiger und waren damit vom Zwang befreit, sich einen „Versorger“ suchen zu müssen; zunehmend wurde Liebe als Grundlage einer Eheschließung zur Regel.